# Plauen
Plauen (in sorabo Pławno, in ceco Plavno) è una città di 64 763 abitanti della Sassonia, in Germania.
Appartiene al circondario del Vogtland.
Dopo Lipsia, Dresda, Chemnitz e Zwickau, si tratta della quinta città più abitata del Land.
Le più vicine città sono Gera, a circa 40 km a nord di distanza, e Chemnitz, a 66 km di distanza. Il numero di abitanti della città ha superato nel 1904 il limite di 100.000 persone, motivo per cui divenne di diritto una cosiddetta Grande Città. Dopo la Seconda guerra mondiale, però, in seguito alla divisione della Germania, Plauen si trovò in un'area isolata, presso il confine intertedesco, e il numero degli abitanti calò fortemente.
Plauen si fregia del titolo di "Grande città circondariale" (Große Kreisstadt).

## Geografia fisica

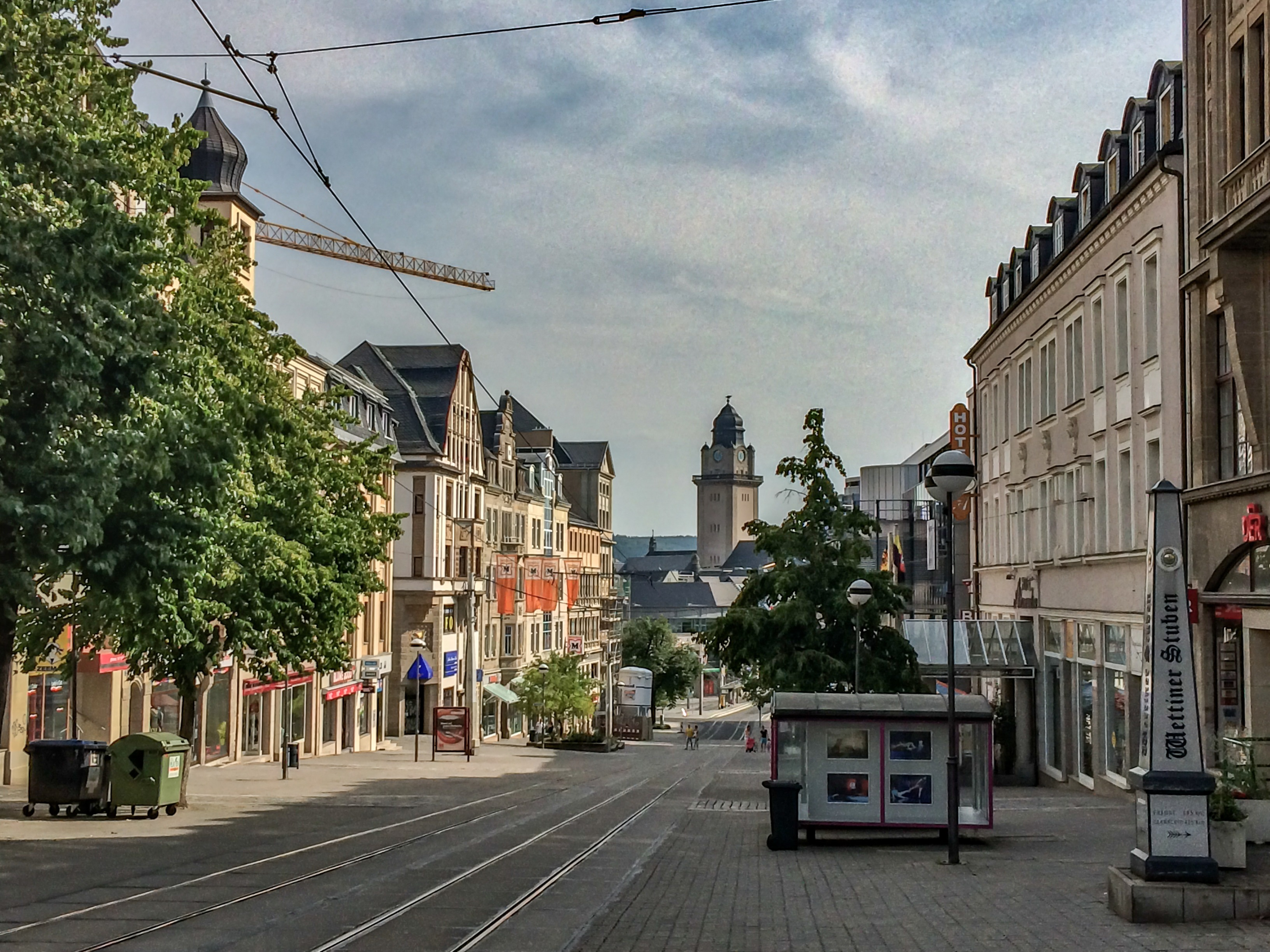
Il centro di Plauen

Plauen si trova a sinistra del fiume Elster Bianco, un affluente della Saale, nel punto in cui la Syra sfocia in un'antica valle priva di boschi, Weißen Elster, dove la pianura del Vogtland digrada in un bacino vicino all'Elster.

### Comuni confinanti
I seguenti comuni confinano con la città di Plauen. Appartengono quasi tutti al distretto delle Vogtland, e vengono nominati in senso orario a partire da nord-est:
Pöhl, Neuensalz, Theuma, Oelsnitz, Weischlitz, Leubnitz, Mehltheuer, così come Vogtländisches Oberland, comune appartenente al Landkreis Greiz, in Turingia.

### Struttura della città
Il territorio di Plauen è suddiviso in cinque circoscrizioni: Zentrum, Nord, Ost, Süd und West. Ogni circoscrizione consiste in un massimo di 10 quartieri.

## Storia
Della città di Plauen si trova prima menzione ufficiale nel 1122 all'interno degli Atti Sacri della Johanniskirche, dove viene annotata come insediamento slavo con il nome di Vicus Plawe. È nel 1224, però, che l'insediamento riceve il titolo di vera e propria città, venendo poi - venti anni dopo - ampliata, con la costruzione della cosiddetta "Città nuova" (Neustadt).
Nel 1240 il centro vide il passaggio degli Hussiti, rivoluzionari boemi, che la devastarono. Nel 1548, invece, la città venne in grossa parte distrutta da un incendio. Nel 1569, infine, Plauen entrò nella giurisdizione dell'Elettorato di Sassonia (divenuto nel 1806 Regno di Sassonia).
Dall’11 aprile 1945 lavoratori coatti Italiani provenienti in colonna da Kahla "Jena" vennero ospitati nella caserma Hindenburg. Fino al 17 aprile 1945, all’arrivo degli Americani, presso il reparto lazzaretto 3/a Hebartsehule-Est morirono diversi deportati.
Plauen è la città natale di Karl Richter, organista, clavicembalista e direttore d'orchestra.
Il 1º gennaio 1999 alla città di Plauen vennero aggregati i comuni di Jößnitz, Kauschwitz, Straßberg e Neundorf.

## Società

### Evoluzione demografica
Abitanti

### Religione
La popolazione di Plauen, in un primo tempo, rientrava sotto la giurisdizione del vescovado di Zeitz-Naumburg, ed era sede di un arcidiaconato.
A partire dal 1529 venne introdotta, in tutte le Vogtland Sassoni, la Riforma protestante. Da questo momento Plauen divenne per molti secoli città prevalentemente protestante e sede di una Sovrintendenza, che sarebbe stato mantenuto anche dopo il passaggio all'"Elettorato della Sassonia". Nel 1893, la fino ad allora unica comunità protestante della città, la St. Johannes Gemeinde, venne divisa in cinque comunità indipendenti. Queste oggi appartengono al Distretto Amministrativo, all'interno della Regione di Zwickau della Sassonia Evangelico-luterana, nel frattempo definito come Distretto Ecclesiastico di Plauen.
Nel XIX secolo a Plauen tornarono anche i cattolici: vide la luce quindi la comunità parrocchiale del "Cuore di Gesù", che poté costruire la sua chiesa nel 1901. In principio, i cattolici della città - così come tutti i cattolici dell'allora Regno di Sassonia, appartenevano al vicariato apostolico con sede a Dresda, che dal 1743 era il Distretto Amministrativo competente per quelle comunità che prima della Riforma appartenessero all'antica diocesi di Meißen. Da questo distretto amministrativo nacque nuovamente, nel 1921, la diocesi di Meißen (diventata nel 1980 diocesi di Dresda-Meißen), suffraganea dell'arcidiocesi di Berlino. La città di Plauen è divenuta anche sede di un decanato della diocesi di Dresda-Meißen.
Oltre alle due professioni principali, sono presenti altre comunità, come quella battista, quella metodista e quella avventista.

## Amministrazione

### Gemellaggi
- Aš, dal 1962
- Lens, dal 1962
- Steyr, dal 1970
- Hof, dal 1987
- Siegen, dal 1990